# Olympische Sommerspiele 1992/Teilnehmer (Litauen)
| Gelbes Symbol für Goldmedaillen mit stilisierten Olympischen Ringen | Graues Symbol für Silbermedaillen mit stilisierten Olympischen Ringen | Braundes Symbol für Bronzemedaillen mit stilisierten Olympischen Ringen |
| ------------------------------------------------------------------- | --------------------------------------------------------------------- | ----------------------------------------------------------------------- |
| 1                                                                   | —                                                                     | 1                                                                       |

Litauen nahm an den Olympischen Sommerspielen 1992 in Barcelona mit einer Delegation von 47 Athleten (36 Männer und elf Frauen) an 31 Wettkämpfen in elf Sportarten teil. Es war, nach Auflösung der Sowjetunion, die erste Teilnahme des Landes als unabhängige Nation seit 1928. Fahnenträger bei der Eröffnungsfeier war der Schwimmer Raimundas Mažuolis.

## Medaillengewinner

### Gold
| Name          | Sportart       | Wettkampf          |
| ------------- | -------------- | ------------------ |
| Romas Ubartas | Leichtathletik | Männer, Diskuswurf |

### Bronze
| Name | Sportart   | Wettkampf     |
| --- | ---------- | ------------- |
| Romanas Brazdauskis, Valdemaras Chomičius, Gintaras Einikis, Darius Dimavičius, Artūras Karnišovas, Gintaras Krapikas, Sergejus Jovaiša, Rimas Kurtinaitis, Šarūnas Marčiulionis, Alvydas Pazdrazdis, Arvydas Sabonis, Arūnas Visockas | Basketball | Männerturnier |

## Teilnehmer nach Sportarten

### Basketball
Männer
- Bronze

- Kader
Romanas Brazdauskis
Valdemaras Chomičius
Gintaras Einikis
Darius Dimavičius
Artūras Karnišovas
Gintaras Krapikas
Sergejus Jovaiša
Rimas Kurtinaitis
Šarūnas Marčiulionis
Alvydas Pazdrazdis
Arvydas Sabonis
Arūnas Visockas

### Boxen
Männer
- Gytis Juškevičius
Superschwergewicht: Viertelfinale

- Vitalijus Karpačiauskas
Weltergewicht: Viertelfinale

- Leonidas Maleckis
Halbmittelgewicht: 2. Runde

- Vidas Markevičius
Schwergewicht: 1. Runde

### Judo
Männer
- Vladas Burba
Halbschwergewicht: 13. Platz

### Kanu
Männer
- Artūras Vieta
Kajak-Einer, 500 Meter: 9. Platz
Kajak-Einer, 1000 Meter: 9. Platz

### Leichtathletik
| Männer - Vaclavas Kidykas Diskuswurf: 15. Platz in der Qualifikation - Viktoras Meškauskas 20 Kilometer Gehen: 26. Platz - Romas Ubartas Diskuswurf: Gold - Benjaminas Viluckis Hammerwurf: 20. Platz in der Qualifikation | Frauen - Nijolė Medvedeva Weitsprung: wegen Dopings disqualifiziert - Teresė Nekrošaitė Speerwurf: 18. Platz in der Qualifikation - Remigija Sablovskaitė-Nazarovienė Siebenkampf: 14. Platz - Nelė Žilinskienė Hochsprung: 20. Platz in der Qualifikation |

### Moderner Fünfkampf
Männer
- Vladimiras Močialovas
Einzel: 51. Platz
Mannschaft: 15. Platz

- Tomas Narkus
Einzel: 62. Platz
Mannschaft: 15. Platz

- Gintaras Staškevičius
Einzel: 15. Platz
Mannschaft: 15. Platz

### Radsport
| Männer - Saulius Šarkauskas Straßenrennen: 23. Platz | Frauen - Daiva Čepelienė Straßenrennen: 20. Platz - Rita Razmaitė Sprint: 2. Runde - Aiga Zagorska Straßenrennen: 14. Platz 3000 Meter Einerverfolgung: 13. Platz - Laima Zilporytė Straßenrennen: 18. Platz |

### Ringen
Männer
- Remigijus Šukevičius
Bantamgewicht, griechisch-römisch: 2. Runde

### Rudern
| Männer - Ričardas Bukys & Zigmas Gudauskas Zweier ohne Steuermann: 17. Platz - Juozas Bagdonas, Valdemaras Mačiulskis & Einius Petkus Zweier mit Steuermann: 9. Platz | Frauen - Kristina Poplavskaja Einer: 11. Platz - Violeta Bernotaitė & Violeta Lastakauskaitė Zweier ohne Steuerfrau: 10. Platz |

### Schwimmen
Männer
- Nerijus Beiga
100 Meter Brust. 36. Platz
200 Meter Brust. 31. Platz

- Raimundas Mažuolis
50 Meter Freistil 10. Platz
100 Meter Freistil 10. Platz

### Segeln
Männer
- Valdas Balčiūnas & Raimondas Šiugždinis
470er: 32. Platz